# Goðafoss
Goðafoss (en islandés, 'Cascada de los dioses' o 'Cascada de los goði') es una cascada ubicada en Islandia. Se encuentra localizada en el municipio de Þingeyjarsveit región de Norðurland Eystra al norte del país, en el inicio de la carretera de las tierras altas de Sprengisandur. Las aguas del río Skjálfandafljót caen desde una altura de doce metros y a lo largo de un ancho de treinta metros. 

## Historia
Hacia el año 999 o 1000 el lagman Þorgeir Ljósvetningagoði declaró oficialmente la cristianización de Islandia. A continuación, según las sagas de los islandeses y al regreso del Alþingi, Þorgeir lanzó sus iconos paganos a la cascada. Su historia aparece en Íslendingabók de Ari Þorgilsson. Un ventanal de la catedral de Akureyri ilustra esta historia.
Se considera que, justo por la fuerza con que el agua se une y luego se vierte, era sagrada para las divinidades mitológicas y ante ella se podía percibir la presencia de Odín, Thor y Freyr. 

## Imágenes

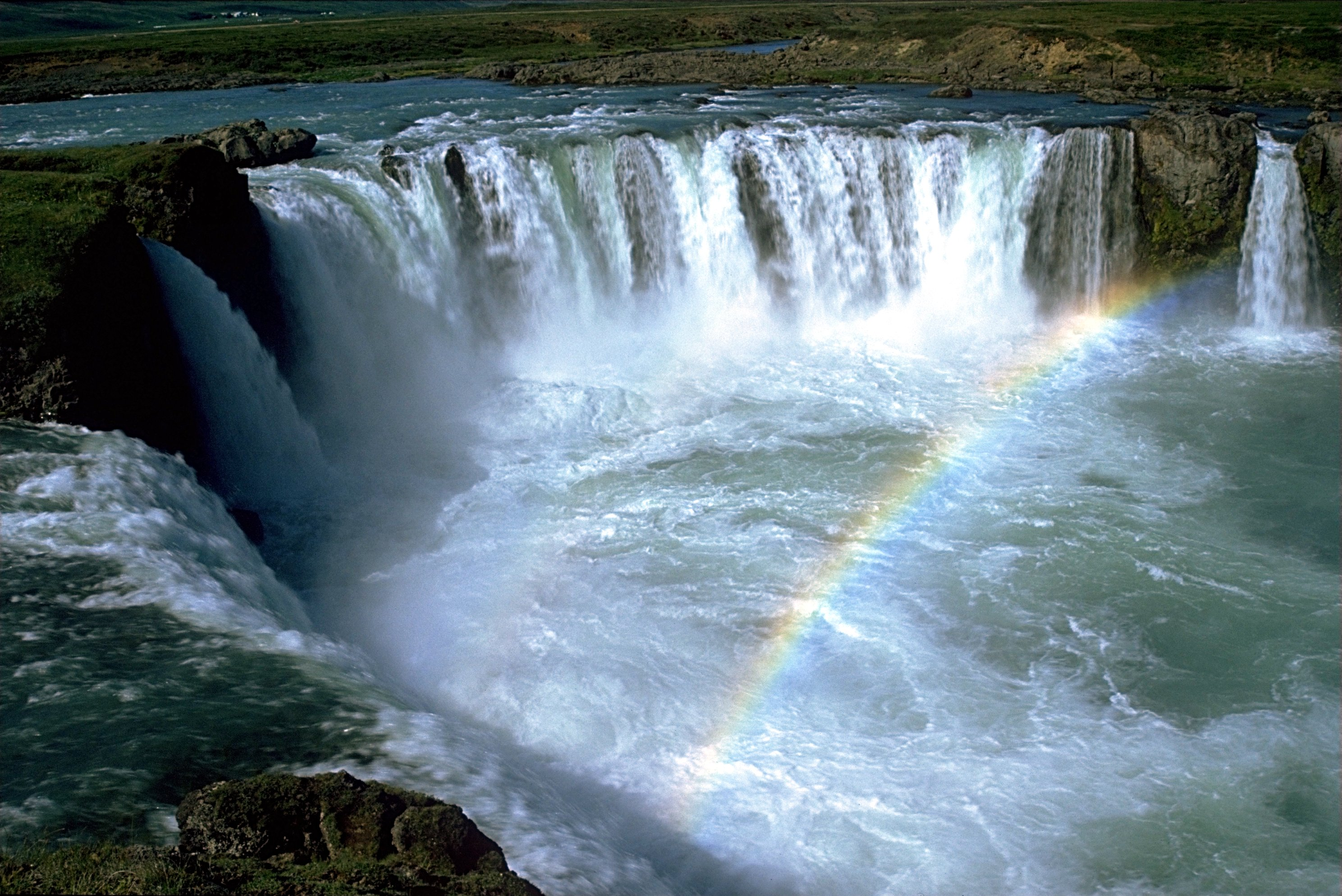
Vista de Goðafoss desde el flanco oriental en verano.
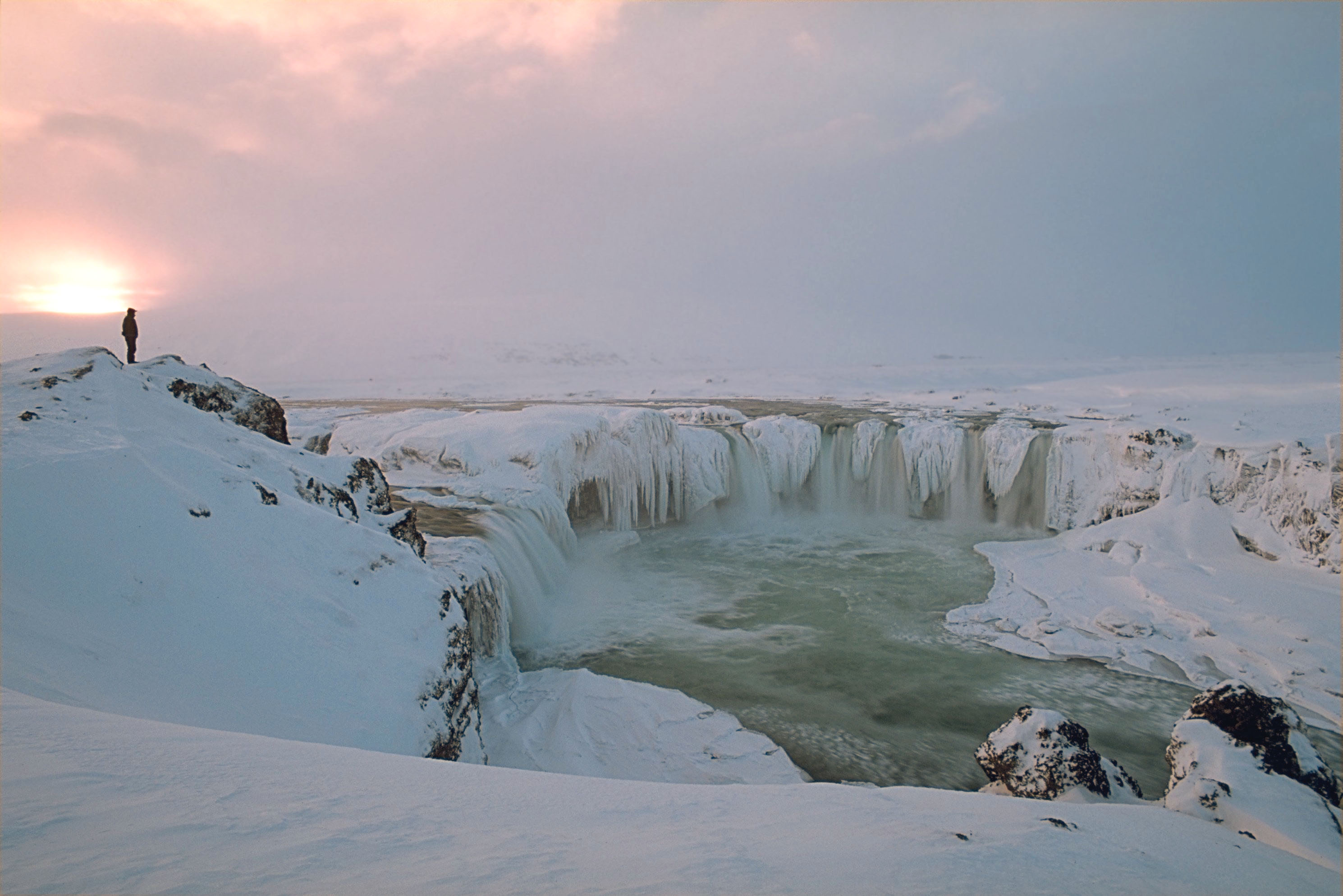
Goðafoss en invierno.
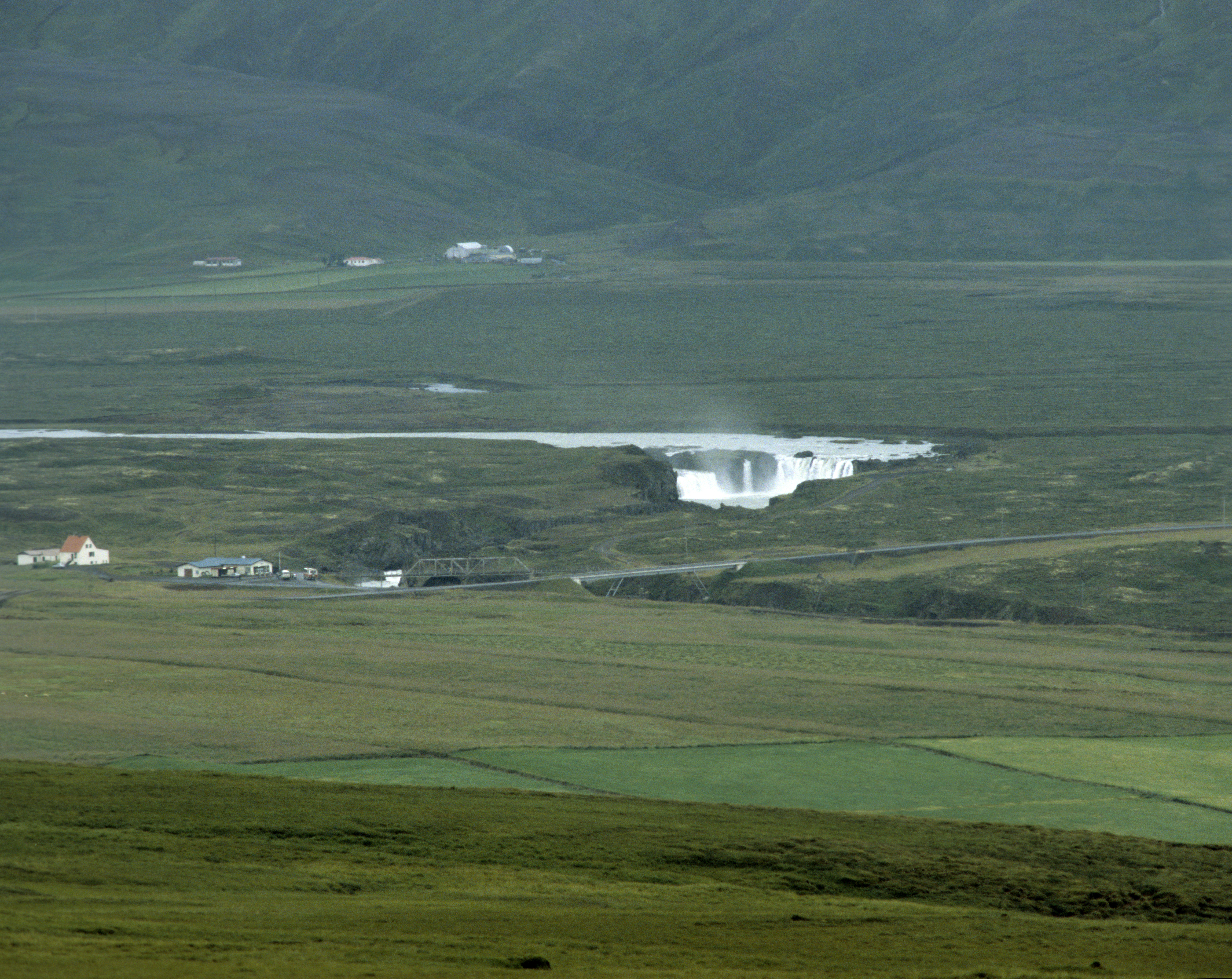
Goðafoss.
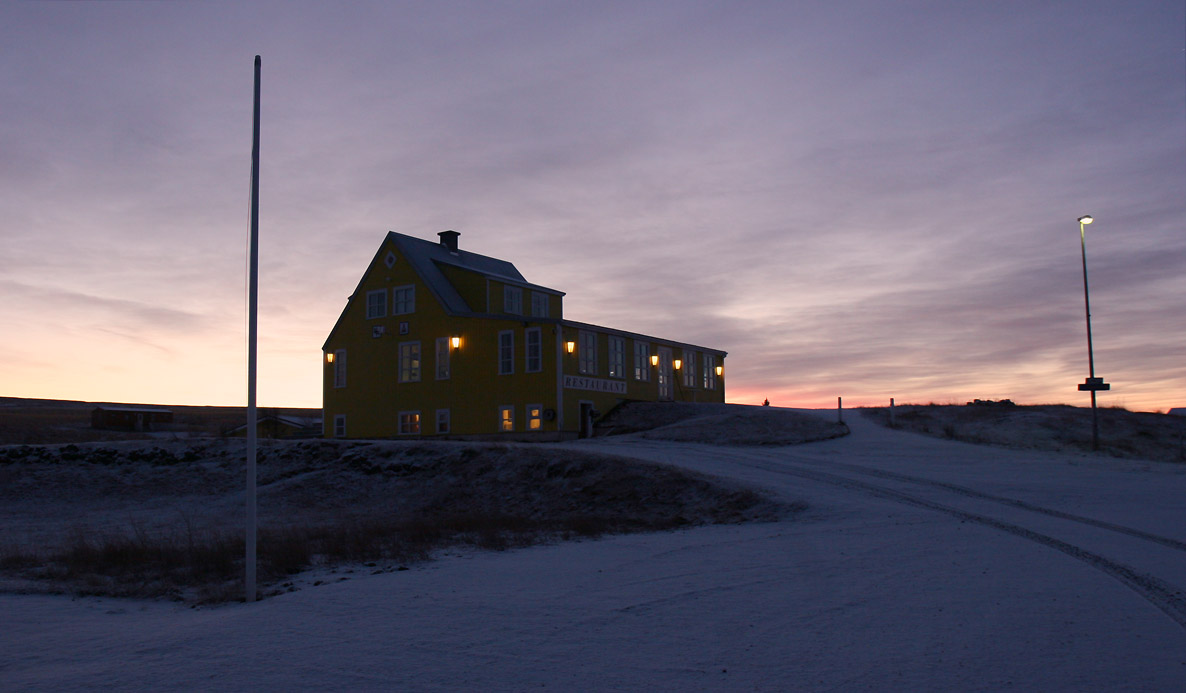
Restaurante en Goðafoss.
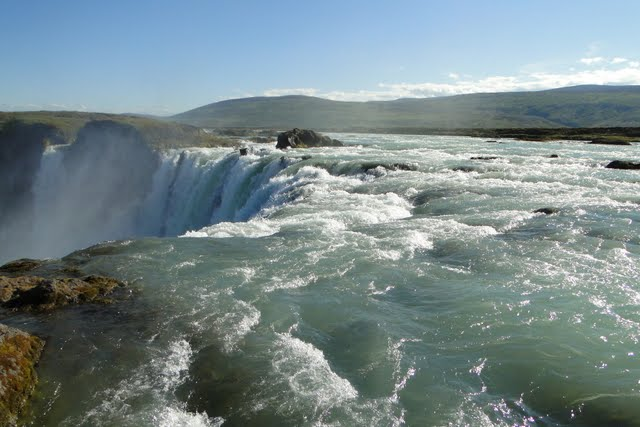
Línea de caída de agua